# Alejandra Guilmant
Alejandra Guilmant (geb. am 10. Mai 1993 in Mexiko-Stadt) ist eine mexikanische Schauspielerin, Model und Fotografin.

## Leben
Alejandra Guilmant wurde in Mexiko-Stadt geboren und besuchte nach ihrer Schulzeit die Universidad Iberoamericana, wo sie Kommunikationswissenschaften studierte.
Während des Studiums begann Guilmant als Model zu arbeiten und wurde international bekannt. Sie modelte für zahlreiche Label, unter anderem für Levi Strauss & Co. Guilmant zierte unter anderem das Cover der Elle, Life & Style sowie der Männermagazine Maxim, Esquire treats!. Ebenso trat sie im Playboy in Erscheinung.
Neben ihrer Modelkarriere nahm Guilmant Schauspielunterricht und trat nach ersten Erfahrungen im Theater auch im Film und Fernsehen auf, darunter von 2018 bis 2020 in Narcos: Mexico.
Neben ihrer Schauspielkarriere ist Guilmant auch als Fotografin aktiv und präsentiert ihre Arbeiten in Ausstellungen.

## Filmographie (Auswahl)
- 2018–2020: Aquí en la Tierra (Fernsehserie), 4 Episoden
- 2018–2020: Narcos: Mexico (Fernsehserie)
- 2017: Érase una vez (Fernsehserie)
- 2016: Compadres
- 2015: A la mala